# Хмелева (Чортківський район)

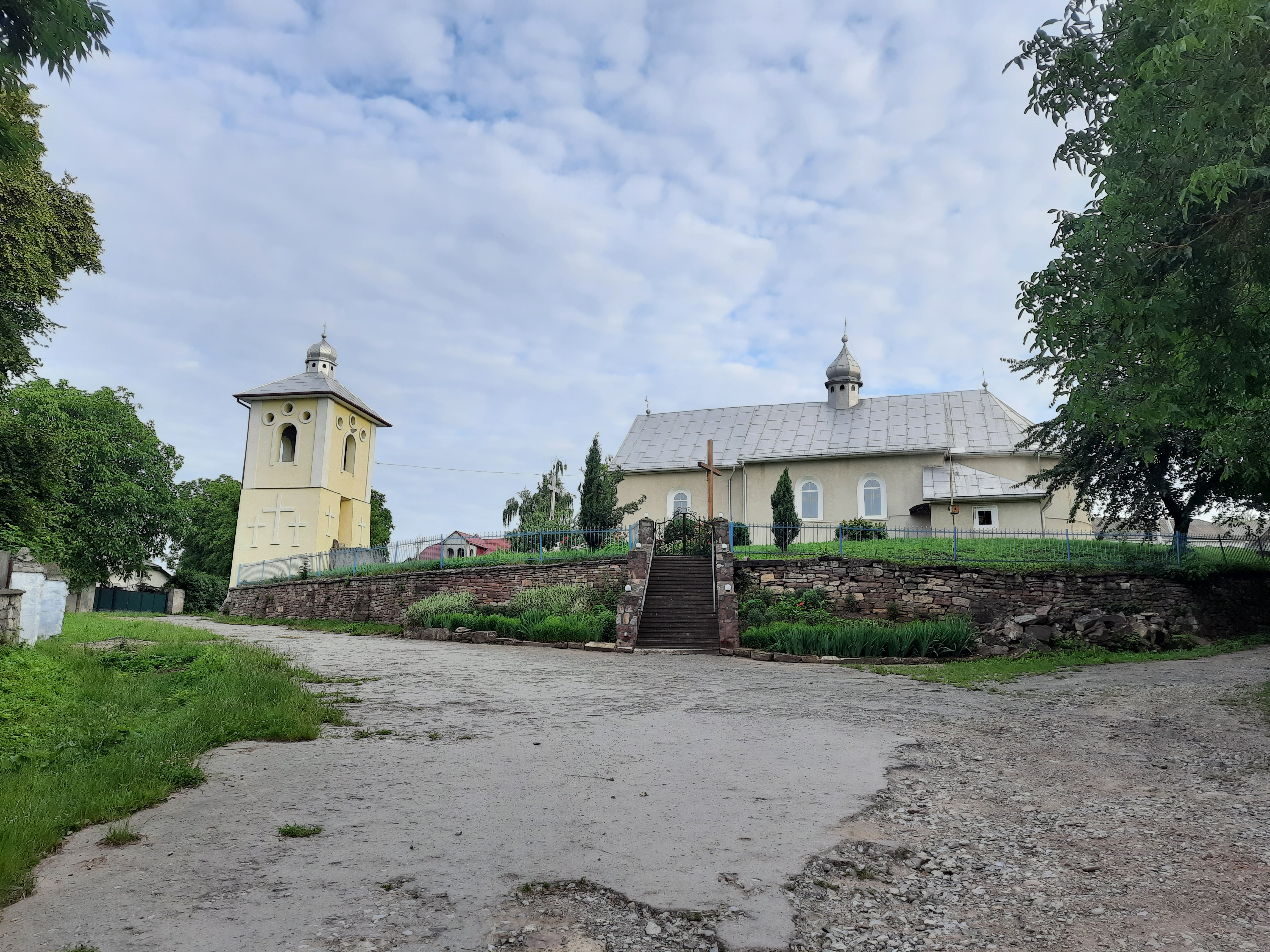
Церква Святої Преподобної Параскеви Сербської (1880 УГКЦ)

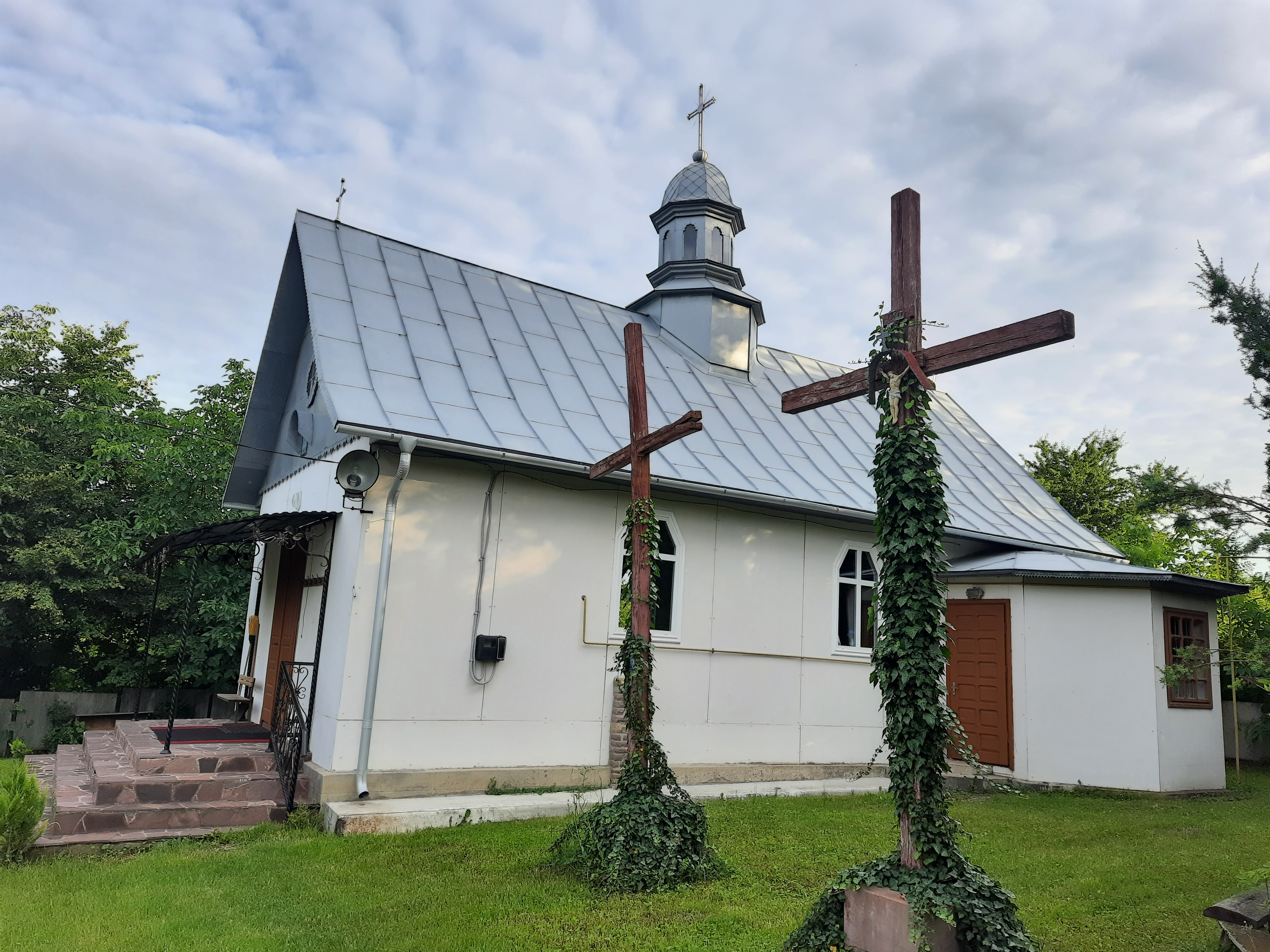
Церква Святої Параскевії (2003) ПЦУ

Хмелева́ — село в Україні, у Товстенській селищній громаді Чортківського району Тернопільської області. Розташоване на річці Дністер, на заході району.
Населення — 442 особи (2007).
На околицях є ботанічна пам'ятка природи місцевого значення Хмелівська ділянка.
До 2018 — центр Хмелівської сільської ради. Від 2018 року ввійшло у склад Дорогичівської сільської громади. 

## Історія

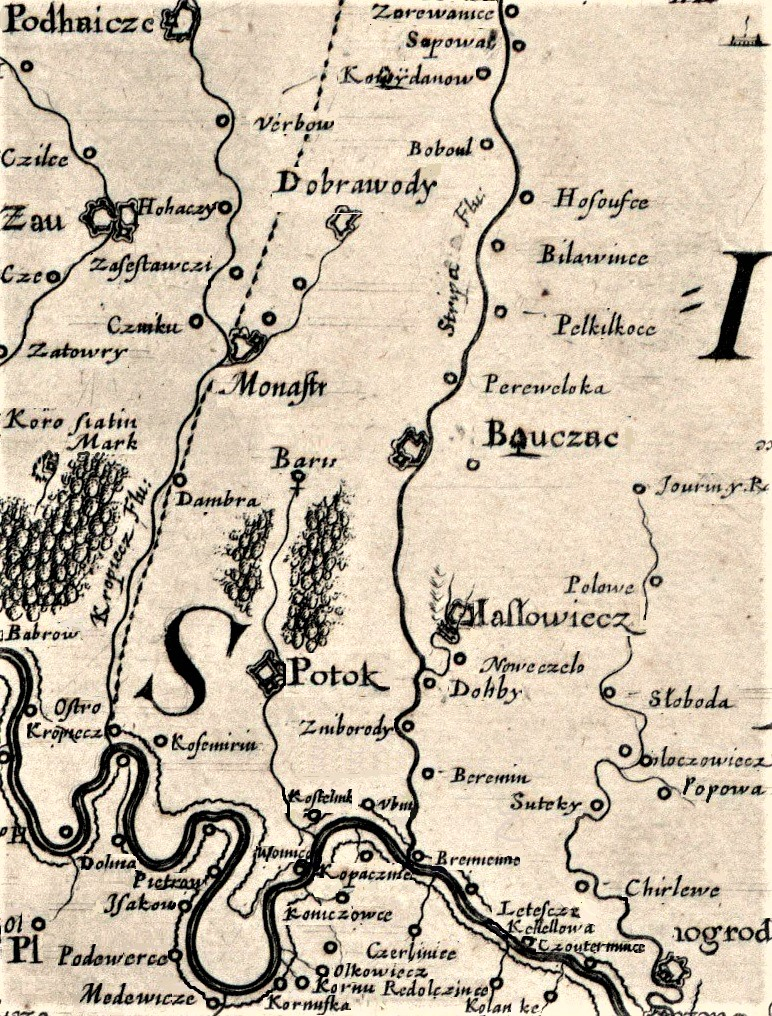
Хмелева на фрагменті спеціальної мапи України Боплана, 1650

Поблизу села виявлено археологічні пам'ятки пізнього палеоліту.
Перша писемна згадка — 1424 року. Власником села був кам'янецький каштелян, etc. Теодорик з Бучача Язловецький. Після його смерті в 1456 р. син — староста генеральний подільський Бартош з Бучача Язловецький — продав село за 60 кіп звичних монет (грошей) шляхтичу Александрові (або Олександрові) Ґоворку; 18 вересня 1456 р. в Кам'яці-Подільському суддя землі Подільської Сиґізмунд та підсудок Ян документально засвідчили цей факт.
Дідич Андрій Чурило під впливом ксьондза Дамаскина записав бл. 1626 року село домініканцям замість погасити ним свої борги.
Діяли товариства «Просвіта», «Січ», «Сокіл», «Сільський господар», «Союз українок», «Рідна школа».
12 червня 2020 року, відповідно до розпорядження Кабінету Міністрів України № 724-р «Про визначення адміністративних центрів та затвердження територій територіальних громад Тернопільської області» увійшло до складу Товстенської селищної громади.
19 липня 2020 року, в результаті адміністративно-територіальної реформи та ліквідації Заліщицького району, увійшло до складу новоутвореного Чортківського району.

## Пам'ятки
- церква Святої Преподобної Параскеви Сербської (1880, мурована, УГКЦ),
- церква святої Параскевії (2003),
- капличка (1998).

Споруджено братську могилу воїнам РА (9 травня 1965) на сільському кладовищі. При звільненні села в березні 1944 р. полягло 7 радянських воїнів. Пам'ятник — на прямокутному постаменті — пірамідальний обеліск із зіркою вгорі.
Встановлено пам'ятний знак на честь скасування панщини (відновлено 1990), насипано символічну могилу Борцям за волю України (1991).

## Соціальна сфера
Працюють ЗОШ 1-2 ступ., клуб, бібліотека, ФАП, торгові заклади.

## Відомі люди

### Народилися
- агроном-дослідник, громадсько-політичний діяч Роман Коцик.
- Вільгушинський Михайло Йосипович — український правник, Доктор юридичних наук, професор, Заслужений юрист України.

### Проживали
- письменник, фольклорист, вчений-славіст Яків Головацький. В селі похований його син.

## Галерея

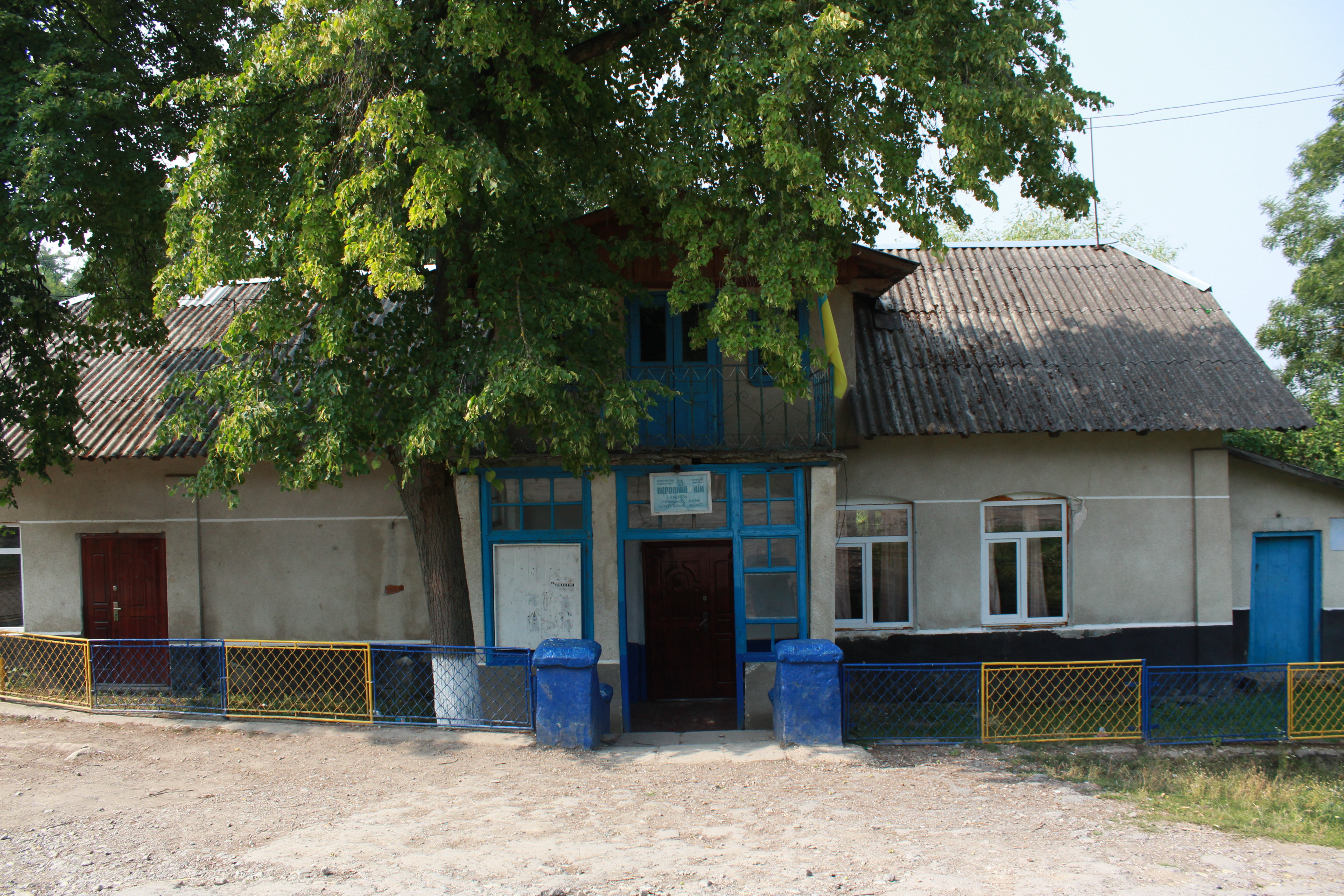
Народний дім
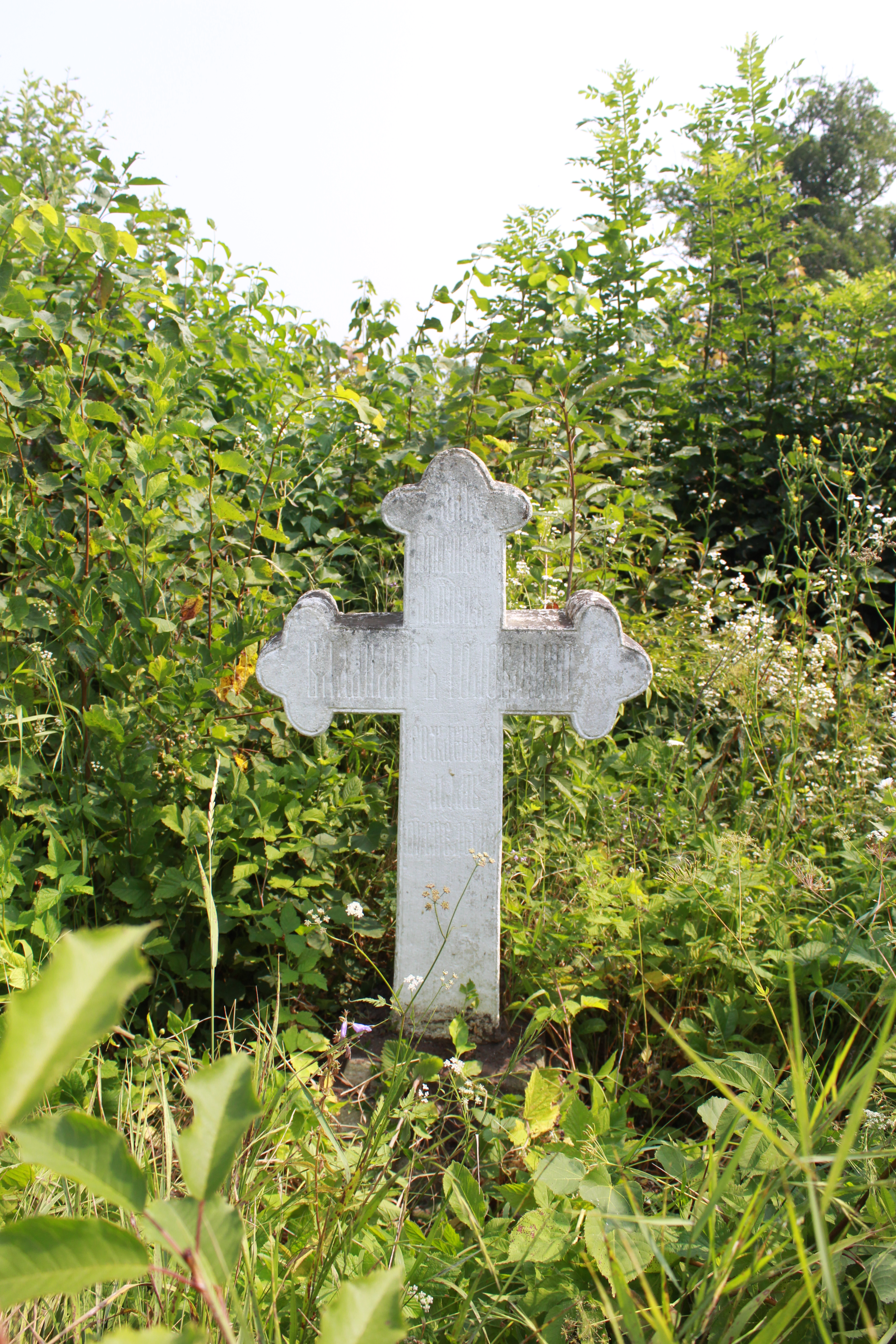
Могила сина Якова Головацького
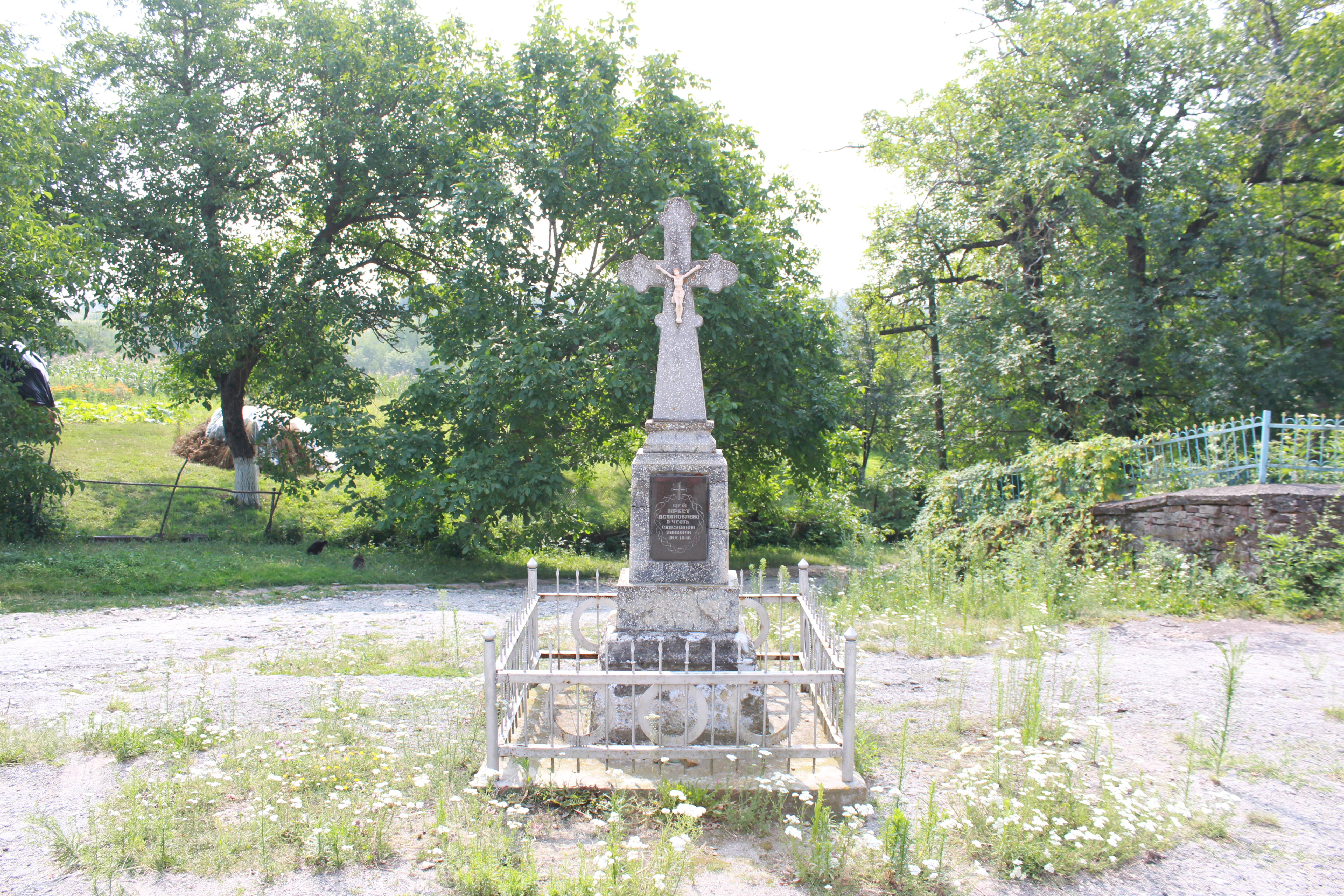
Пам'ятний хрест на честь скасування панщини
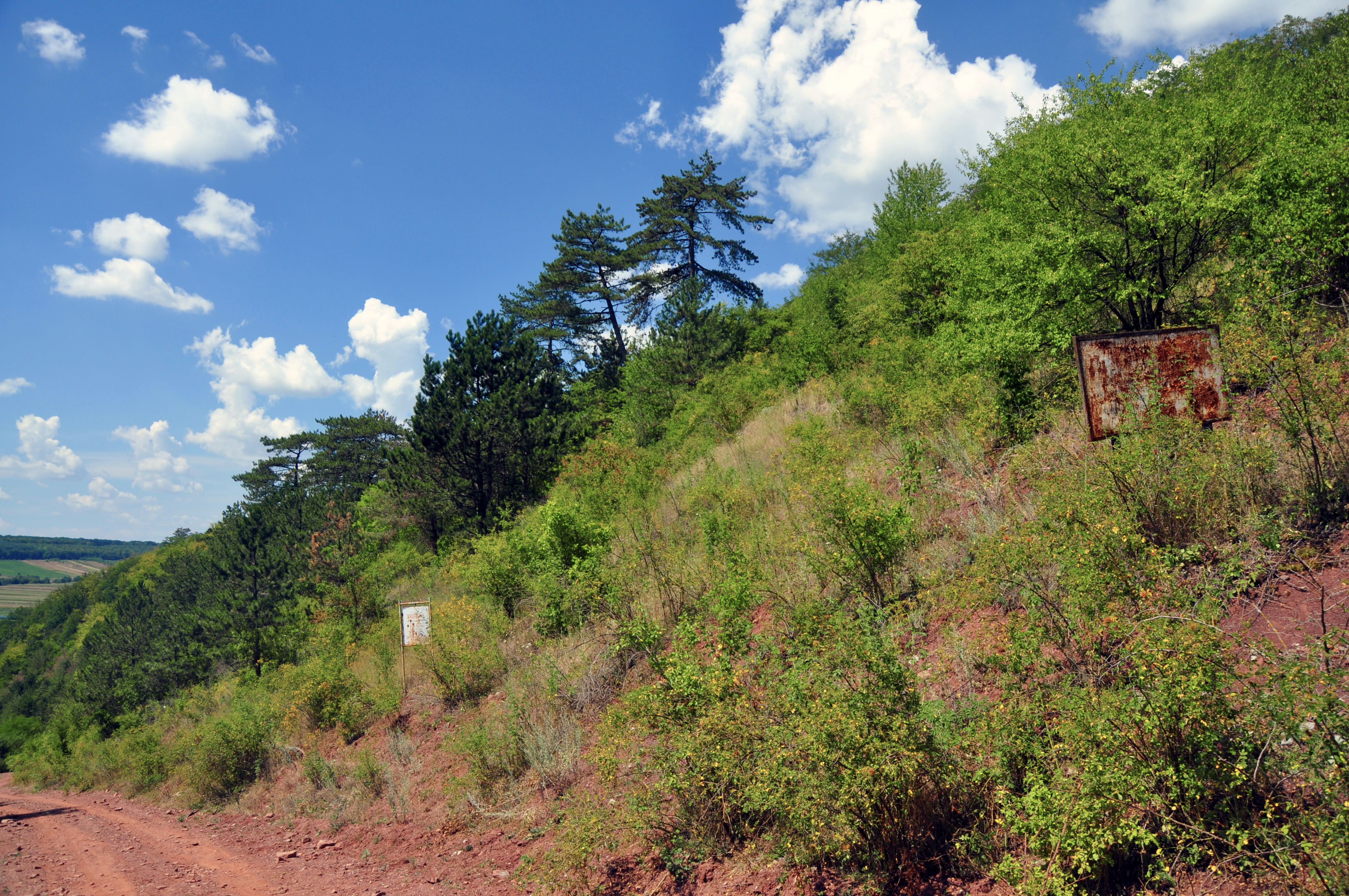
Ботанічна пам'ятка природи — Хмелівська ділянка
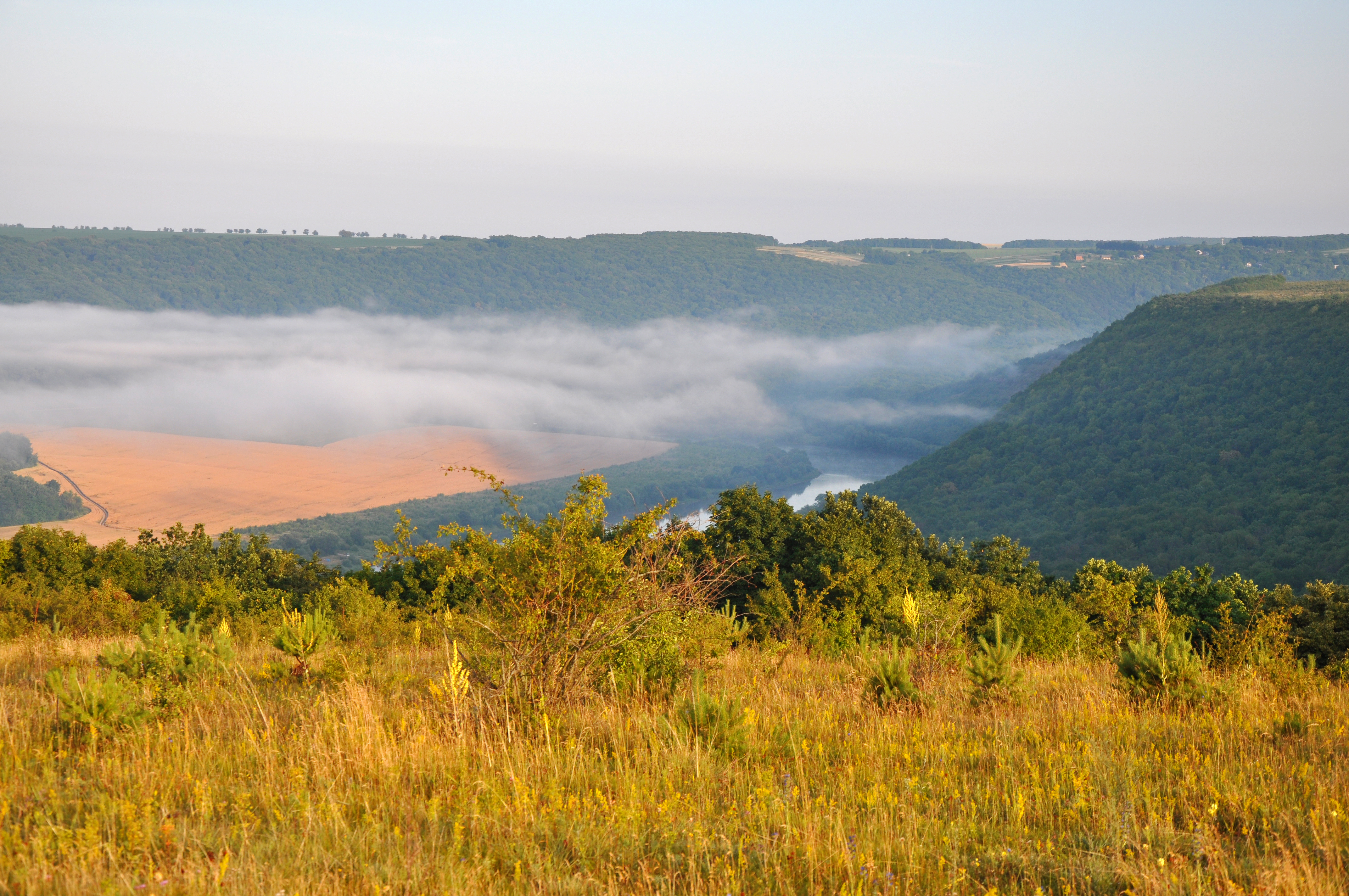
Вид на Дністровський каньйон поблизу села
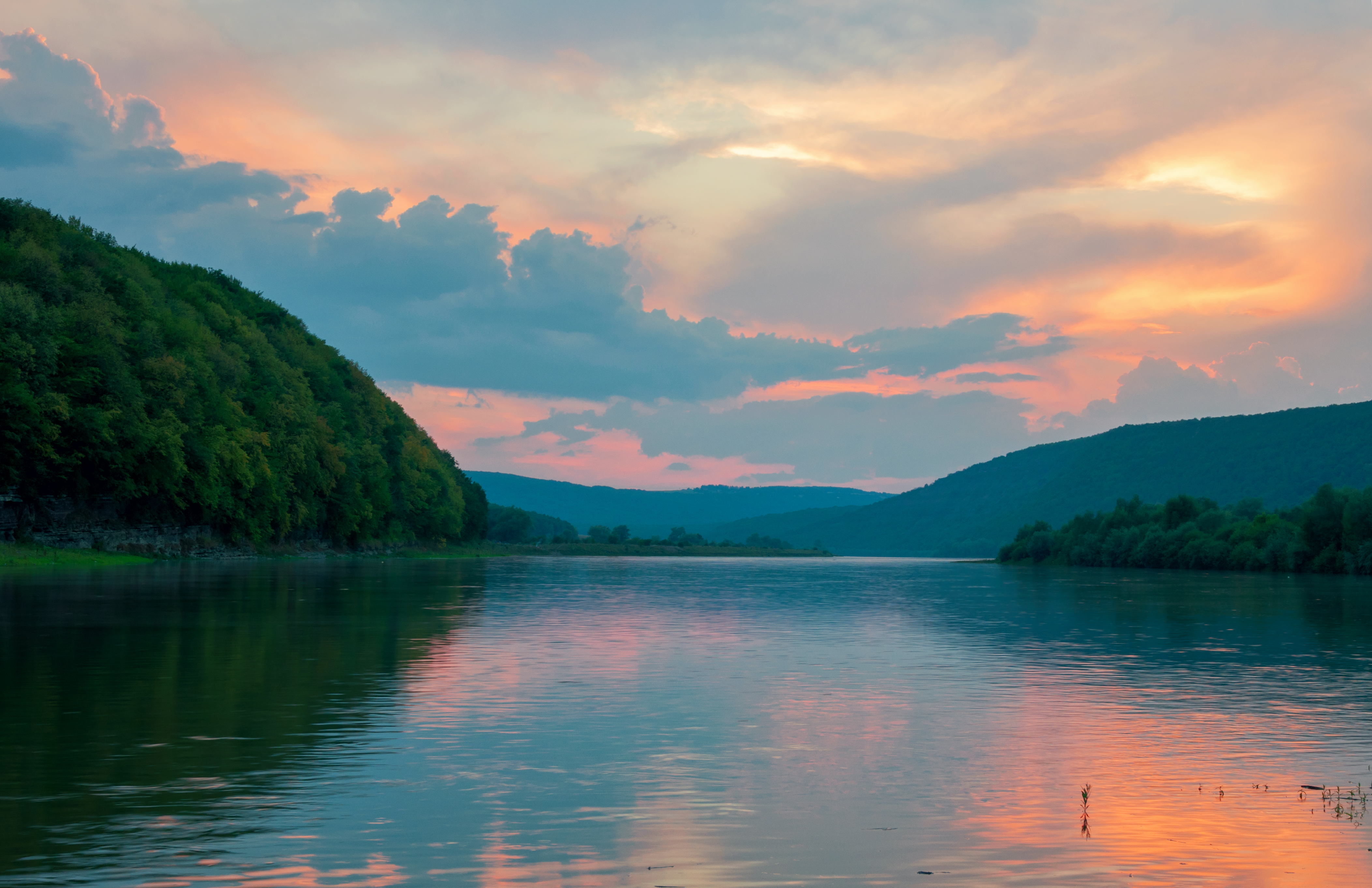
Захід сонця на Дністрі поблизу села
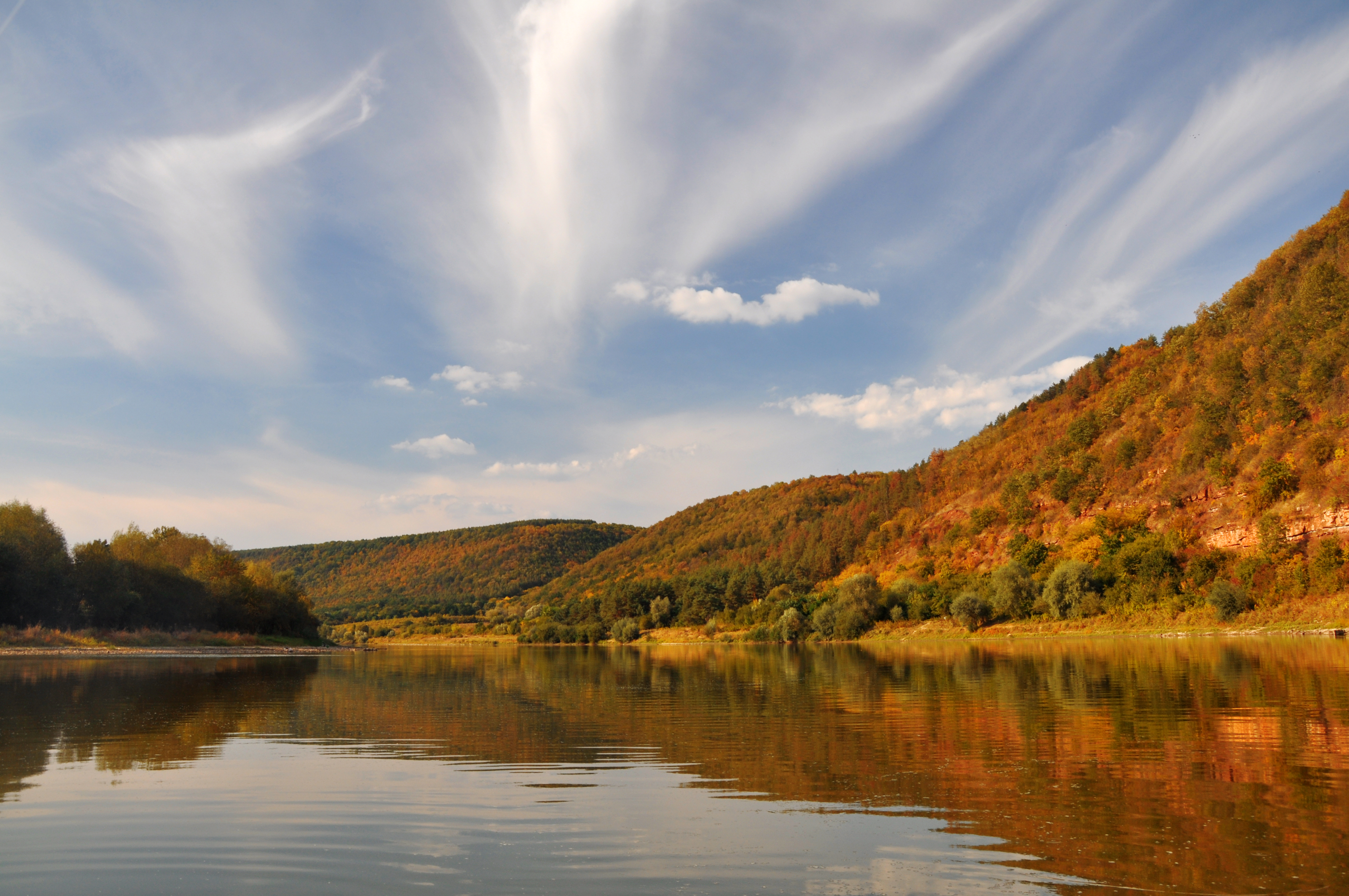
Осінь на Дністрі поблизу села
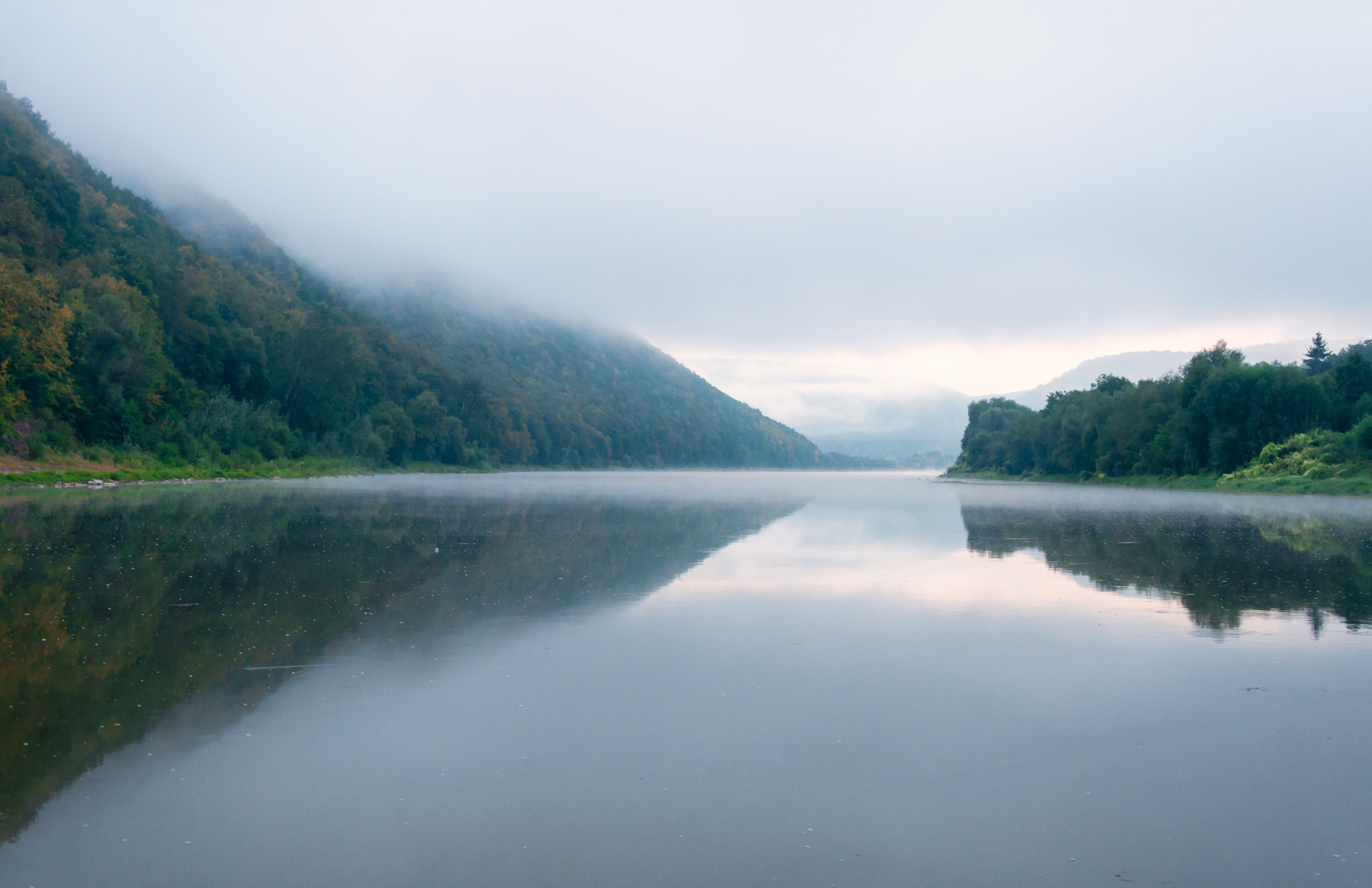
Ранковий туман над Дністром поблизу села
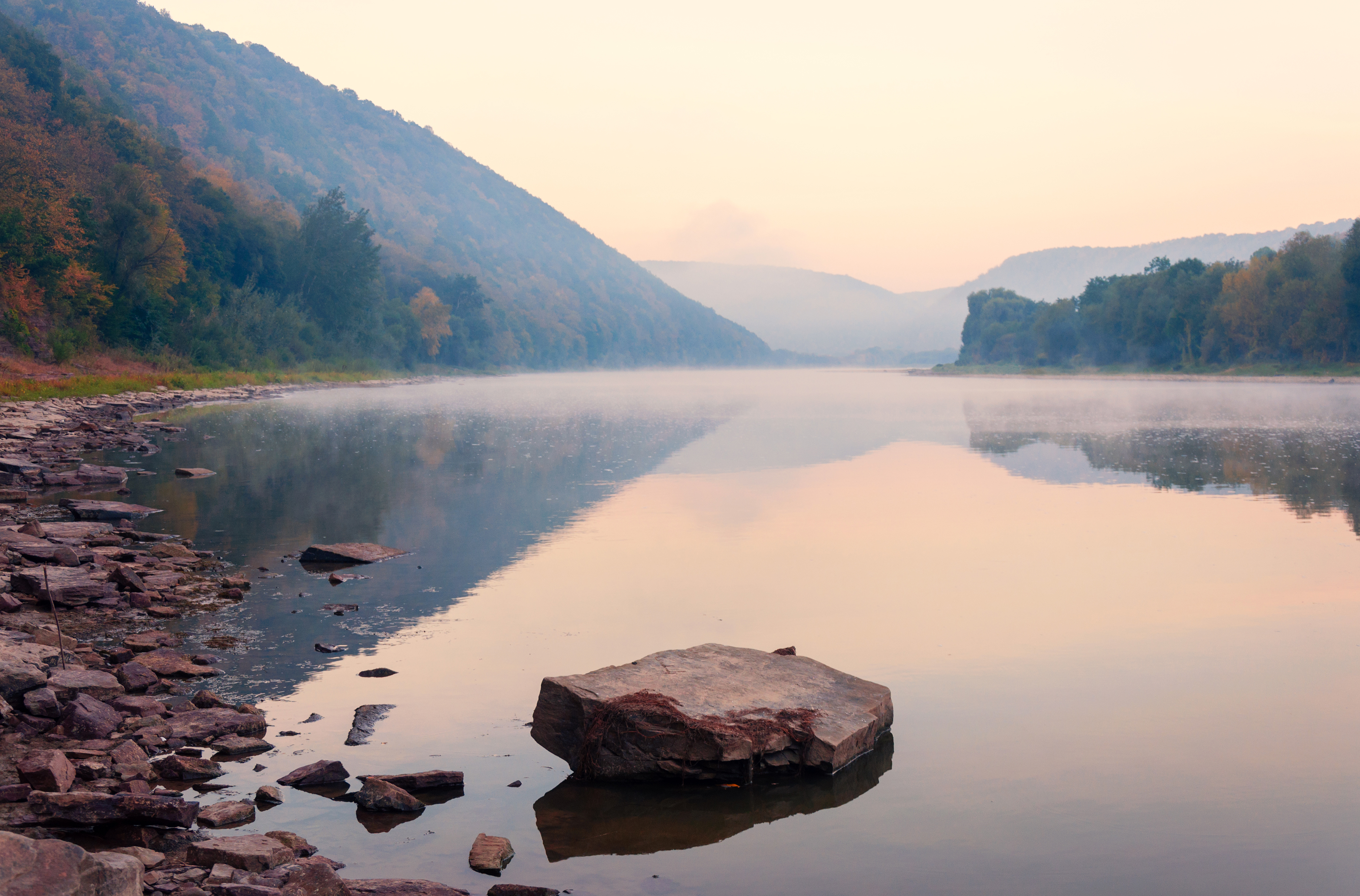
Ранок на Дністрі поблизу села